# I Gufi cantano due secoli di Resistenza
I Gufi cantano due secoli di Resistenza (1965) è il secondo album registrato da I Gufi e segue di pochi mesi il primo Milano canta. L'album raccoglie canti sociali e antimilitaristi dal Settecento al 1945.
I brani proposti nell'album sono frutto delle ricerche effettuate sino a quel momento da Nanni Svampa (in particolari per quanto riguarda la canzone milanese) e da Roberto Brivio (relativamente ai canti anarchici dell'ottocento e canzoni della resistenza partigiana del novecento).

## Le canzoni

### Inno a Oberdan
Il canto nacque nel 1885, pochi anni dopo il 1882 quando fu impiccato Guglielmo Oberdan, giovane irredentista triestino protagonista di un fallito attentato all’imperatore Francesco Giuseppe d’Asburgo. Le strofe della canzone inneggiano alla morte dell’imperatore austriaco.

### Addio Lugano
Il testo è opera dell'anarchico italiano Pietro Gori mentre, fuggiasco, si trovava a Lugano in Svizzera. La musica sarebbe ispirata all'aria Addio a San Remo bella, di cui non si conosce l'autore.

### Ninna nanna della guerra
Questa canzone pacifista è basata su una poesia, in dialetto romanesco, scritta da Trilussa nell'ottobre del 1914, su una melodia che aveva la propria matrice in una vecchia canzoncina piemontese intitolata "Feramiù" (ossia Rottamaio ambulante). Nel testo sono citati Guglielmo II di Prussia e Francesco Giuseppe d’Asburgo, i due responsabili dello scoppio della prima guerra mondiale, e sono paragonati al diavolo (Farfarello di Dante).

### O Gorizia tu sei maledetta
O Gorizia tu sei maledetta è una canzone nella guerra che fa parte della tradizione antimilitarista e anarchica composta durante la Prima Guerra Mondiale. La versione originale è stata raccolta da Cesare Bermani, a Novara da un testimone che affermò di averla ascoltata dai fanti che, con la battaglia di Gorizia, conquistarono Gorizia il 10 agosto 1916.

### Bella ciao
È la canzone partigiana più conosciuta nel mondo ed è considerato l'inno dei partigiani.

### Pietà l’è morta
Il testo è di Nuto Revelli, adattato su un’aria intonata dai soldati della prima e della seconda guerra mondiale, cantata soprattutto dai partigiani cuneensi, molti dei quali provenienti dagli alpini, la cui canzone Sul ponte di Perati, costituisce il diretto antecedente di questa famosa canzone della Resistenza.

## Tracce
Lato A
1. Partire, partirò, partir bisogna  1:42
2. Inno a Oberdan - 1:42
3. Addio a Lugano  - 4:67
4. Ninna nanna della guerra -   3:45
5. O Gorizia tu sei maledetta - 2:41
6. Il bersagliere ha cento penne -3:21

Lato B
1. Bella Ciao, anonimo - 2:47
2. Fischia il vento  3:29
3. Cosa rimiri mio bel partigiano -  3:53
4. Pietà l'è morta  - (Nuto Revelli, testo),-  6:33
5. Se non ci ammazza i crucchi-  2:45